# Барсуков, Сергей Игоревич
Серге́й И́горевич Барсуко́в (укр. Сергій Ігорович Барсуков, позывной — Барс; 12 апреля 1993, Свердловск — 28 июня 2022, Дементиевка) — украинский военнослужащий, старший лейтенант, участник российско-украинской войны. Герой Украины (16 сентября 2022, посмертно).

## Биография
Сергей Барсуков родился 12 апреля 1993 года в Свердловске (ныне Довжанск) в Луганской области.
Прошёл путь от солдата-срочника к офицеру, командиру элитного подразделения. После окончания в 2012 году Ровеньковского технико-экономического колледжа и призыва в апреле 2013 года на срочную военную службу — в рядах луганского полка внутренних войск МВД Украины.
В 2014 году, когда при активной поддержке Российской Федерации начались массовые беспорядки и были провозглашены так называемые «ДНР/ЛНР», юноша в составе части выбыл из Луганска в город Славянск, где часть вошла в состав новой Национальной гвардии Украины. А в августе того же года он решил стать профессиональным военным и заключил свой первый контракт о прохождении военной службы в дислоцированной в Харькове 3-й бригаде оперативного назначения имени полковника Петра Болбочана НГУ.
В феврале 2015 года был назначен в роту разведки спецназначения. Занимал должности инструктора, старшего инструктора, главного сержанта взвода, главного сержанта роты, а летом 2018 года стал командиром взвода и надел погоны младшего лейтенанта. Осенью 2020 года лейтенант Барсуков стал заместителем командира роты по работе с личным составом, а в сентябре 2021 года возглавил подразделение разведчиков.
Неоднократно отправлялся в район проведения АТО/ООС.
После начала полномасштабного российского вторжения первый бой старший лейтенант Барсуков провёл 25 февраля 2022 года. Погиб 28 июня 2022 года возле села Дементиевка в Харьковской области.
Похоронен на одном из кладбищ в Харькове.

## Награды
- Звание «Герой Украины» с удостоением ордена «Золотая Звезда» (16 сентября 2022, посмертно) — за личное мужество и героизм, проявленные в защите государственного суверенитета и территориальной целостности Украины, верность военной присяге[1].
- Знак отличия Президента Украины «За участие в Антитеррористической операции».